# Нейман, Исаак Шебетьевич
Исаа́к Шебе́тьевич Не́йман (1893, Харьков — неизвестно) — советский учёный-механик, доктор технических наук, профессор, специалист по динамике и прочности поршневых двигателей.

## Биография
Родился в 1893 году в Харькове. Отец — Шаббетай Моисеевич Нейман, родной брат караимского газзана С. М. Неймана. Брат — Матвей Семёнович (Моисей Шебетьевич) Нейман (1900—1978), актёр театра. Сестра — Раиса Семёновна Нейман (1898—?), инженер-технолог, специалист по крашению растительных волокон.
Учился в Санкт-Петербургском политехническом институте императора Петра Великого. По первой профессии — шофёр.
Работал в НАМИ (в 1925 году числился зав. расчётно-конструкторским бюро), с 1930 — в Центральном институте авиационного моторостроения (ЦИАМ). Руководил исследованиями кинематики, динамики и прочности поршневых авиационных моторов.
Был одним из основателей кафедры двигателей в Военно-воздушной академии имени Н. Е. Жуковского.

## Награды и премии
- орден Трудового Красного Знамени (16 сентября 1945)
- Сталинская премия II степени (22 марта 1943) — за многолетние выдающиеся работы в области науки и техники

## Сочинения
- Динамика и расчёт на прочность авиационных моторов. Справочник. Часть 1: Кинематика и динамика авиационных моторов М.-Л.: ОНТИ НКТП СССР, 1933. — 35 с.
- Динамика и расчёт на прочность авиационных моторов : справочник. Ч. 2 Расчёт на прочность / И. Ш. Нейман. — М. ; Ленинград : ОНТИ НКТП, 1934. — 374 с. — русский. — 4500 экз.
- Динамика авиационных двигателей [Текст] / И. Ш. Нейман. — Москва ; Ленинград : Оборонгиз, 1940. — 476 с.; 4 л. диагр.
- Изгибные колебания роторных систем с нелинейной упругостью. — [Москва] : Б. и., 1962. — 22 с. : ил. ; 30 см. — (Институт имени П. И. Баранова. Технический отчет ; № 165). — Библиогр.: с. 22
- Крутильные колебания многомассовой нелинейной системы /Центр. науч.-исслед. ин-т авиац. мотостроения им. П. И. Баранова. — Москва : Оборонгиз, 1947. — 132 с. : граф. ; 26 см. — Библиогр.: с. 132
- Динамика и расчёт на прочность авиационных моторов [Текст] : справ.: Учеб. пособие. Ч. 2. Расчёт на прочность / И. Ш. Нейман ; ЦИАМ. — [Б. м. : б. и.], 1934. — 376 c. : ил. — 4500 экз